# Caudron

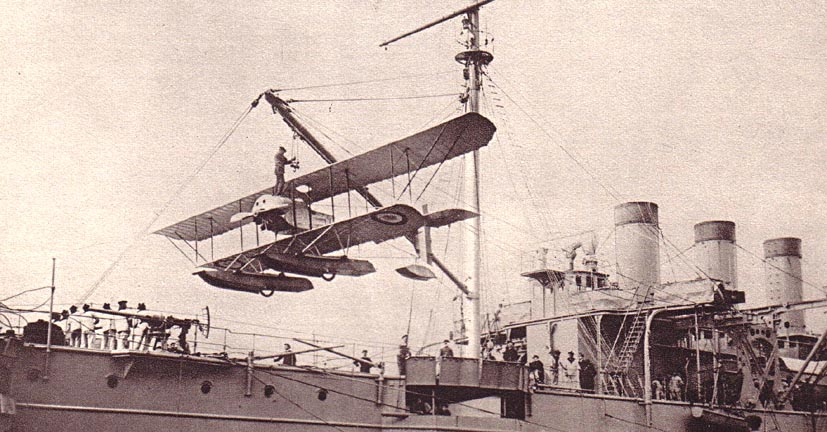
Un hidroavió Caudron, embarcant al vaixell La Foudre l'abril 1914

La Société des Avions Caudron va ser una empresa constructora d'aeronaus francesa fundada el 1909 pels germans Gaston Caudron (1882-1915) i René Caudron (1884-1959). Va ser un dels primers fabricants d'aeronaus a França i va produir avions per l'exèrcit tant a la Primera Guerra Mundial com a la Segona.

## Alphonse (Gaston) (1882-1915) i René Caudron (1884-1959)
Nascuts a Favières, Somme de pares pagesos que tenien una granja a prop de Romiotte, els germans Caudron van ser educats a una universitat a Abbeville. Gaston, conegut com a Alphonse, va estudiar enginyeria però va haver de deixar els estudis per problemes de salut; René es va interessar en el desenvolupament de la mecànica i era molt esportista. Després de complir el servei militar en un regiment d'artilleria van tornar per treballar a la granja.
Van començar a construir la seva primera aeronau, un gran biplà, l'agost de 1908. Inicialment com no van poder aconseguir un motor, el van volar com a planador, remolcat per un cavall i el van estar provant durant l'estiu. El setembre de 1909 finalment van aconseguir un motor i van volar amb ell. L'abril de 1910 van aconseguir realitzar un vol d'anada i tornada de 10 quilòmetres a Forest-Montiers.
Aviat van esdevenir aviadors famosos, assolint el mateix nivell de fama que altres com Marcel Dassault o Henry Potez.
Gaston Caudron va morir en un accident aeronautic el 15 de desembre de 1915 a l'aeròdrom de Bron. René va continuar al negoci de fabricació d'aeronaus fins a la caiguda de França a l'inici de Segona Guerra Mundial. Va morir el 1959.

## Caudron Fréres
Sent necessària una base més convenient que la granja, els germans van establir la seva fàbrica a la propera població de Le Crotoy, al costat oriental del estuari de Somme a uns 16 quilòmetres d'Abbeville i amb una ampla pista encarada a sud ideal per volar. Van instal·lar una escola de vol va començar a funcionar el 19 de maig de 1910. Com l'escola va anar molt bé van obrir una segona escola a principis de 1913 a Juvisy amb una capacitat combinada de 100-250 estudiants. El Ministeri de Guerra va enviar aproximadament 30 pilots a estudiar el 1913. En aquell temps la companyia tenia la seva base a Rue (Somme).
Caudron van dissenyar moltes aeronaus com el biplaça Caudron G.3 que va aterrar amb èxit al Mont Blanc el 1921, també van produir molts dels avions d'entrenament en els que milers de pilots van aconseguir la seva primera llicència de vol. La fàbrica de Caudron a Lyon va produir gairebé 4.000 avions durant la Primera Guerra Mundial, abans de ser comprada per Renault el 1933.

## Llistat d'aeronaus
- Caudron G.3 (1913)
- Caudron tipus O, avió de competició monoplaça (1914)
- Caudron G.4 (1915)
- Caudron R.4, avió de reconeixement (1915)
- Caudron R.11 i R.12, bombarder de cinc places (1917)
- Caudron R.14, versió del R.11 (1918)
- Caudron C.27 (1922)
- Caudron C.59 (1922)
- Caudron C.109 (1925)
- Caudron C.430 Rafale (1934)
- Caudron C.440 Goeland (1934)
- Caudron C.450 (1934)
- Caudron Simoun (1934)
- Caudron C.710 Cyclone (1936)
- Caudron C.711 Cyclone (1936)
- Caudron C.712 Cyclone (1937)
- Caudron C.713 Cyclone (1937)
- Caudron C.714 Cyclone (1938)
- Caudron C.720 Cyclone, versió d'entrenament del C.714 (1938)